# Arlindo Gomes Furtado
Arlindo Gomes Furtado (n. Santa Catarina, Isla de Santiago, cabo Verde, 15 de noviembre de 1949) es un cardenal y obispo católico y teólogo caboverdiano. Es el obispo de Santiago de Cabo Verde y desde el 14 de febrero de 2015 es cardenal de San Timoteo, convirtiéndose en el primer cardenal del país.

## Biografía

### Formación
Nacido en el municipio de Santa Catarina de la Isla de Santiago de Cabo Verde, en el año 1949. 
Realizó sus estudios eclesiásticos y teológicos en la ciudad portuguesa de Coímbra. Al finalizar su formación, regresó a Cabo Verde. 
En 1986 se trasladó a Roma, donde estuvo estudiando la Sagrada Escritura en el Pontificio Instituto Bíblico

### Sacerdocio
Fue ordenado sacerdote el día 18 de julio de 1976. Tras su ordenación como sacerdote, comenzó a trabajar en diversas parroquias y llegó a ocupar cargos episcopales como vicario parroquial, canciller diocesano, tesorero y también fue capellán de las personas caboverdianas en los Países Bajos. 
Al regresar a casa, luego de sus estudios en 1990, estuvo trabajando como profesor y fue vicario general y luego párroco.

### Episcopado
El 14 de noviembre de 2003, fue nombrado por el papa Juan Pablo II, como el primer Obispo de la recién creada Diócesis de Mindelo. Recibió la consagración episcopal el 22 de febrero de 2004, a manos del entonces obispo de Santiago de Cabo Verde Mons. Paulino do Livramento Évora (C.S.Sp.). La nueva Diócesis de Mindelo según un informe de la Oficina de prensa de la Santa Sede, cuenta con un total de 149.230 católicos, 19 sacerdotes y 58 religiosos/as.
Posteriormente el día 22 de julio de 2009, el papa Benedicto XVI, lo nombró como nuevo Obispo de Santiago de Cabo Verde, sucediendo a Mons. Paulino do Livramento Évora (C.S.Sp.).

### Cardenalato
Tras el consistorio celebrado el 14 de febrero de 2015, el papa Francisco lo ha elevado al rango de cardenal, siendo el primero en obtener el título cardenalicio de San Timoteo y convirtiéndose también el primer cardenal de la historia de Cabo Verde.
El 17 de marzo de 2015 fue nombrado miembro de la Congregación para la Evangelización de los Pueblos y del Pontificio Consejo Cor Unum.
El 6 de septiembre de 2016 fue nombrado miembro de la Congregación para el Culto Divino y la Disciplina de los Sacramentos, siendo confirmado como tal el 22 de febrero de 2022.
El 13 de octubre de 2020 fue confirmado como miembro de la Congregación para la Evangelización de los Pueblos ad aliud quinquennium.